# Prendeignes
Prendeignes é uma comuna francesa na região administrativa de Occitânia, no departamento de Lot. Estende-se por uma área de 15,76 km². Em 2010 a comuna tinha 237 habitantes (densidade: 15 hab./km²).